# Stradiņš-Universität Riga

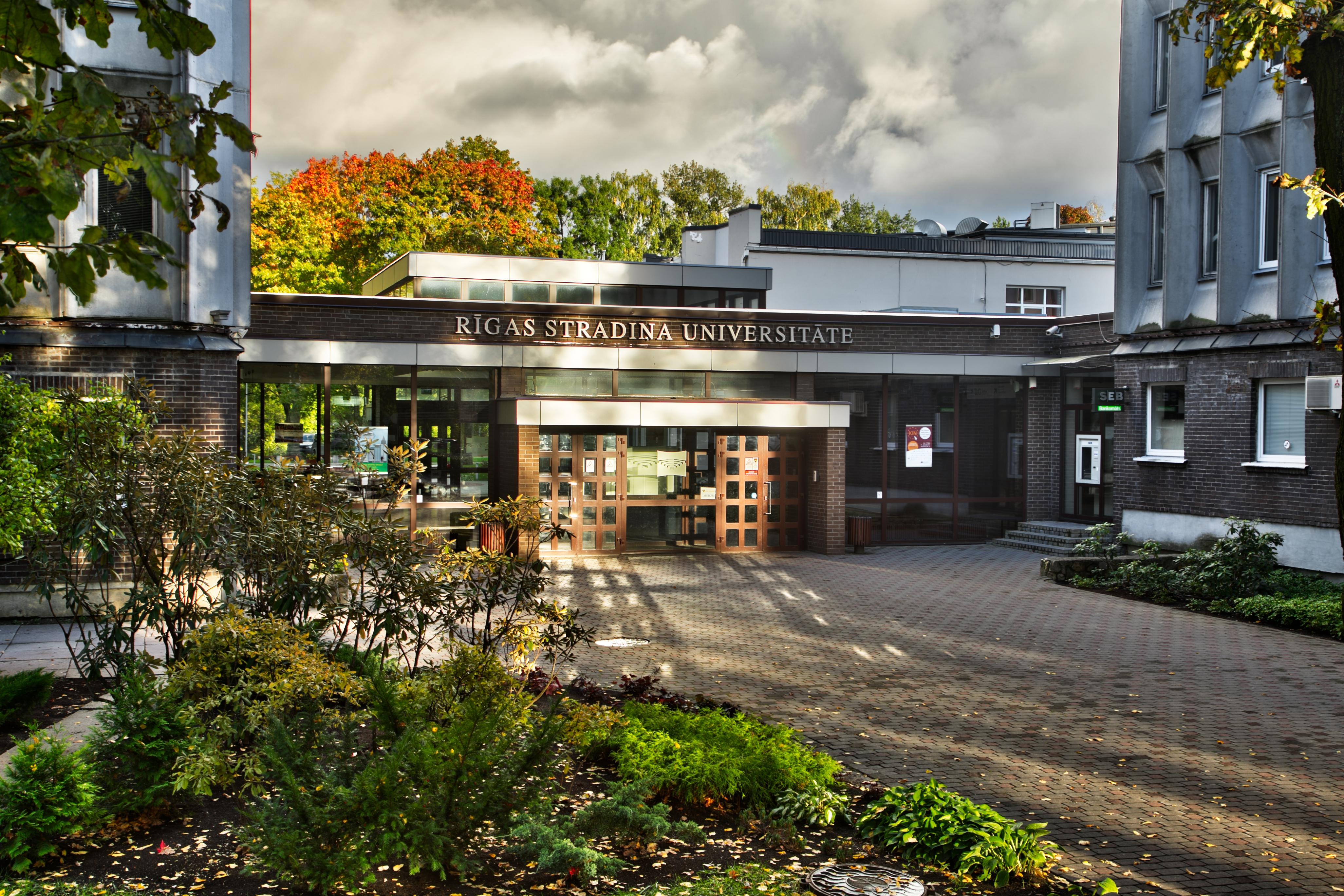
Rīgas Stradiņa universitāte, 2013

Die Stradiņš-Universität Riga (lettisch: Rīgas Stradiņa universitāte; englisch: Riga Stradins University), kurz RSU, ist eine staatliche Universität in der lettischen Hauptstadt Riga mit insgesamt 6000 Studenten und rund 360 wissenschaftlichen Angestellten. Sie ist nach der Familie Stradiņš benannt, allen voran nach Pauls Stradiņš (1896–1958), dem langjährigen Dekan der medizinischen Fakultät der Universität Lettlands, und seinem Sohn Jānis Stradiņš.

## Geschichte
Die Stradiņš-Universität Riga geht auf die 1919 gegründete medizinische Fakultät der Hochschule Lettlands (Latvijas Augstskola, LA) zurück. 1923 wurde die Hochschule Riga umbenannt in „Universität Lettlands“ (Latvijas Universitāte, LU). 1950 wurde die medizinische Fakultät in das Medizinische Institut Riga (Rīgas Medicīnas institūts, RMI) überführt. Dessen erster Direktor war Ernests Burtnieks (1898–1958).
1990 erhielt das Medizinische Institut den Rang einer Hochschule und hieß fortan Medizinische Akademie Lettlands (Latvijas Medicīnas akadēmiju, LMA). Nachdem weitere, nichtmedizinische Fachbereiche und Studiengänge hinzugekommen waren, wurde die Akademie am 13. Juni 2002 umbenannt in „Stradiņš-Universität Riga“ (Rīgas Stradiņa universitāte, RSU). Rektor ist Aigars Pētersons (seit 2018).

## Hochschule
An der Hochschule werden an acht Fakultäten circa 3500 Studenten ausgebildet; davon 231 Doktoranden (Stand 2006). Seit 1990 werden 8- bis 12-semestrige englischsprachige  Studienprogramme in Medizin und Stomatologie angeboten, mittlerweile auch in Pharmazie, Physiotherapie, Ergotherapie und Pflege. Seit 2003 nimmt die RSU an der Erasmus-Initiative teil.
Es bestehen Hochschulpartnerschaften unter anderem mit der Otto-Friedrich-Universität Bamberg, mit der Universität Trier, mit der Berliner Charité und mit der Katholieke Universiteit Leuven.
Jährlich nimmt die Universität 590 Studenten in das Studium der Humanmedizin und 75 Studenten in das Studium der Zahnmedizin auf.

## Fakultäten
- Medizin
- Zahnmedizin
- Pharmazie
- Rehabilitation
- Pflege
- Öffentliches Gesundheitswesen
- Postgraduale Studien
- Europäische Studien (Kommunikationswissenschaften, Politikwissenschaften, Soziologie, Regionalwirtschaft und Unternehmenswirtschaft)